# Motte van Rumsdorp

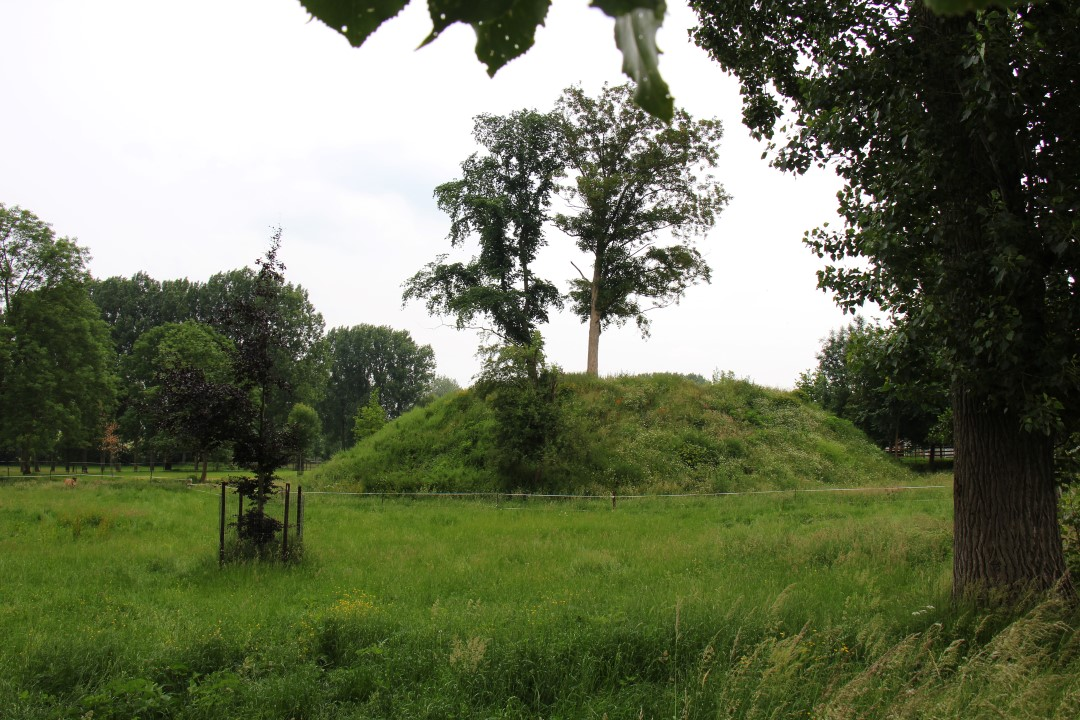
Motte van Rumsdorp

De Motte van Rumsdorp is een archeologische site in de tot de Vlaams-Brabantse gemeente Landen behorende plaats Rumsdorp, gelegen nabij de Rumsdorpstraat.

## Geschiedenis
Deze motte werd vermoedelijk in de 13e eeuw opgeworpen en omvatte een omgracht opperhof met donjon en een omgracht neerhof met dienstgebouwen en een hofkapel die de voorloper van de Sint-Gilliskerk zal zijn geweest.
De motte is ongeveer 9 meter hoog en heeft een diameter van ruim 38 meter.